# Barbichthys laevis
Barbichthys laevis es una especie de peces de la familia de los Cyprinidae en el orden de los Cypriniformes.

## Morfología
Los machos pueden llegar alcanzar los 30 cm de longitud total.

## Hábitat
Es un pez de agua dulce y de clima tropical (23 °C-26 °C).

## Distribución geográfica
Se encuentran en Asia: Península de Malaca, Sumatra, Borneo e  Java, incluyendo las  cuencas de los ríos  Mekong y Chao Phraya.